# WHDH (TV)
WHDH（仮想チャンネル7・UHFデジタルチャンネル35）は、アメリカ・マサチューセッツ州ボストンに認可された独立放送局 (北アメリカ)である。サンビーム・テレビジョンが所有する当局は、ケンブリッジのライセンスを受けたThe CW系列のWLVI（チャンネル56）との複占の一部である。両局は、ボストンのダウンタウンにあるバルフィンチ・プレイス（ガバメント・センター (ボストン)の近く）にあるスタジオと、ニュートンにある送信所施設を共有している。
1982年から1995年まで、ボストンのCBS系列局であり、前任者のチャンネル7、WNAC-TV (ボストン)から系列局を継承していた。1995年1月2日、CBSが所有者であるウェスティングハウス・ブロードキャスティングとのグループ全体の提携契約によりWBZ-TV（チャンネル4）に移行した後、NBCに切り替えた（CBSとウェスティングハウスは同年11月に合併し、WBZ-TVはCBSが直営する放送局となった）。2017年1月1日、新しく設立された直営局であるWBTS-LD（チャンネル8、現：ロードアイランド州プロビデンスのテレムンド直営局・WYCN-LD）へのNBCの所属を失った後、ニュース集約型の独立局となった。

## 歴史

### WNAC-TVの生存と移行のための戦い（1948年〜1982年）
ボストンでのチャンネル7の割り当ての最初の占有者は、ボストンの最初のCBS系列局として1948年6月21日に運用を開始したWNAC-TV (ボストン)だった。同局は1961年にABCに切り替えたが、1972年にCBSに復帰した。
1965年までに、WNAC-TVの所有者であるRKOゼネラルは、そのビジネスおよび財務慣行に関する多数の調査に直面した。連邦通信委員会（FCC）は1969年にWNAC-TVのライセンスを更新したが、RKOゼネラルは、親会社であるゼネラル・タイヤが米国証券取引委員会との和解の一環として企業の不正行為の訴訟を認めた（これには、ゼネラルタイヤが違法な政治献金や賄賂をめぐって金銭詐欺を犯したことの承認が含まれる）後、1981年にライセンスを失った。しかし、FCCの公聴会では、RKOゼネラルは、ゼネラル・タイヤの違法行為の証拠を差し控えており、会計上の誤りの証拠も開示していなかった。RKOの不正を考慮して、FCCはボストンのライセンスとロサンゼルスのKHJ-TV（現：KCAL-TV）及びニューヨーク市のWOR-TV（現：ニュージャージー州セカーカスのWWOR-TV）のライセンスをRKOから削除した。FCCはかつて、WNAC-TVの更新時に後者の2つの放送局のライセンスの更新を条件付けていた。控訴裁判所は判決を部分的に覆し、RKOの不正直だけがWNAC-TVライセンスを削除することに値することを認めた。しかし、FCCは、他の2つのライセンス更新をWNAC-TVの更新に結び付けることに行き過ぎたと判断し、新しい公聴会を命じた。
RKOは引き続き決定に対して上訴したが、1982年2月下旬、FCCはニューイングランド・テレビジョン・コーポレーション（NETV、ボストンの食料品店の大御所であるデイビッド・G・ミューガーが管理する同局のライセンスに対する、元のライバルの2社の合併）にチャンネル7に新しい放送局を建設する建設許可を与えた。2ヶ月後の同年4月、合衆国最高裁判所はRKOの控訴の審理を拒否し、委員会の決定を受け入れてWNAC-TVのライセンスを放棄する以外に同社を辞任した。次に、RKOは、バルフィンチ・プレイスのスタジオや、ニュートン郊外の送信機・タワー施設など、同局のライセンスのない物理的資産をNETVに売却した。RKOゼネラルは、1982年5月21日深夜にWNAC-TVライセンスを正式に放棄し、同局は約1時間後に最後にWNAC-TVとして閉局した。

### WNEV-TVとして（1982年〜1990年）
NETVは、ほぼ5時間後に新しいライセンスの下でチャンネル7を引き継ぎ、朝5:55（ET）に新しいWNEV-TVとして開局した（ただし、現在のWHDHは、WNAC-TVの以前の履歴を独自のものとして主張しており、現在のWCVBと元のWHDHでも、同様の状況がローカルに存在する）。イメージテーマ「There's a New Day Dawning」をバックに、WNEV-TVは、新しい定型化された「SE7EN」ロゴを支持して、WNAC-TVのストリップレイヤーの「7」ロゴを削除した。当時、FCCは、同じ都市で所有者が異なる2つの放送局が同じコールサインを使用することを許可していなかったため、元のWNAC-TVコールサインの代わりにWNEV-TVコールサインが使用された。ただし、新しい放送局はWNAC-TVのCBS所属とシンジケート番組契約を継承し、元WNAC-TVスタッフのほとんど（ニュースリポーターとアンカーのマイク・タイビを含む）は、WNEV-TVの最初の番組であるCBSの『サマー・セメスター』の直前に簡単な式典で同局は開局した。
NETVの当初の使命は、ボストン・ブロードキャスターズ（Boston Broadcasters, Inc.）が10年前にチャンネル5でWCVB-TVを開局した時とほぼ同じ方法で、革新的な社内制作に番組時間を割り当てることだった。早い段階で初放送された注目すべき番組は、2時間（16:00〜18:00）の午後遅くのトーク・ライフスタイル番組として始まった『ルック（Look）』（1982年〜1984年）で、18:00のニュースに繋がった。
面白くて有益な番組での強力な努力と批評家からの賞賛にもかかわらず、『ルック』は視聴率で失敗に終わり、 2年目は、同番組が1時間に短縮され、『ニューイングランド・アフタヌーン（New England Afternoon）』に番組名が変更されてから打ち切られた。後に、最初はスーザン・シコラがホストを務める30分間の平日朝のトーク番組である『モーニング/ライブ（Morning/Live）』（1984年〜1987年）で、その後マット・ラウアーがホストを務める同様の構成の『トーク・オブ・ザ・タウン（Talk of the Town）』（1988年）でトーク番組を制作し続けた。WBZ-TVの『People Are Talking』の元ホストであるナンシー・メリルは、週末深夜のエントリー『メリル・アット・ミッドナイト（Merrill at Midnight）』（1986年〜1987年）と平日朝の番組『ナンシー・メリル（ Nancy Merrill）』（1987年〜1988年）の2つのトーク番組をWNEV-TVで務めた。
NETVはまた、放送中と舞台裏の両方で、同局の労働力をさらに多様化することを当面の目的とした。WNEV-TVの最初の数年間に、ニュースリポーターと同局に参加する有色人種のアンカー（特にアンカーのレスター・ストロングとリポーターのアマリアバレダを含む）が増加した。多様性への取り組みは、一連の新しい広報番組にまで拡大し、『アーバン・アップデート（Urban Update）』（アフリカ系アメリカ人に焦点を当てており、WHDHで放送を続けている）、『レビスタ・ヒスパナ（Revista Hispana）』、『アジアン・フォーカス（Asian Focus）』、『ジェウィッシュ・パースペクティブ（Jewish Perspective）』という、それぞれが特定の民族を対象としていることを示している。同局が立ち上げたその他の広報およびニュースマガジンには、日曜日朝の宗教番組『ハイヤー・グラウンド（Higher Ground）』、週末のトーク・アドバイス番組『ボストン・コモン（Boston Common）』、土曜日夜のニュースマガジン『アワ・タイムズ（Our Times）』、芸術に焦点を当てた『スタジオ7（Studio 7）』が含まれていた。
1987年、もう1つの野心的な取り組みが初放送され、1時間に及ぶ子供向けのバラエティ番組『レディー・トゥ・ゴー（Ready to Go）』が始まった。ブロードウェイ女優・歌手のリズ・キャラウェイとスコット・リースをフィーチャーし、ホストを務めるだけでなく、歌ったり演じたりした同番組は、ミュージカルや有名人のインタビューに加えて、エンターテインメントと教育コンテンツの均等な組み合わせを特徴としていた。同シリーズは、1989年9月の7:00に移動する前に、WBZ-TVとWCVB-TVの朝のニュースに対する6:00から7:00の代替番組として始まった。1990年3月24日、新しい時間帯でわずか6ヶ月後、同局はシリーズを週1回の土曜日のみに戻し、1991年に完全に終了した。
1987年8月中旬、放送中の画像をオーバーホールした。同局は「SE7EN」のアイデンティティを削除し、青い円の内側にある7つの白い点で構成される数字「7」で構成される新しいロゴを採用した。このロゴは、7つのドットがチームメンバーの頭を表しており、同局全体の新キャンペーン「We're All on the Same Team（和訳：私たちは全て同じチームにいる）」の一環として導入された。ドットはまた、同年夏の終わりにWNEV-TVに移動していたマサチューセッツ州の宝くじ抽選の『ロタリー・ライブ（Lottery Live）』のプロモーションで、宝くじのボールとして2つの用途があった。このキャンペーンは主に、同局の3位のニュース視聴率を強化し、他のテレビ局やラジオ局であるニューイングランド・ニュース・エクスチェンジ（The New England News Exchange）とのニュース共有パートナーシップを促進するための継続的な試みとして開始された。

### WHDHラジオ（1990年〜1992年）
1980年代を通じて、WNEV-TVは、Project BreadやWalk For Hungerなどの公開イベントやその他のイニシアチブのために、WHDHラジオ（850 AM、周波数は現在WEEI (AM)によって占められている）と頻繁に提携していた。NETVは最終的に1989年8月7日にWHDHを買収する予定だった。1990年1月、ミューガーは、同年3月12日に、姉妹ラジオ事業に対応するために、コールサインをWHDH-TVに変更すると発表した。WHDH-TV (1957-1972)コールサインは、1957年から1972年まで、ボストン・ヘラルド＝トラベラーの所有下で、チャンネル5の元の占有者によって以前に使用されていた。WBZ (AM)ラジオとWBZ-TVの長年の組み合わせと競争するために、主にニュースで、もう一度、2番目の主要なテレビ・ラジオ複占を作成することがミューガーの計画だった。ボストン市長（当時）のレイモンド・フリンは、1990年3月12日をボストンでの「WHDHデー（WHDH Day）」として宣言し、ラジオ局とテレビ局の加入を祝った。同日、WHDH-TVのパーソナリティがWHDHラジオでゲストとして招かれた。
多くの派手な活動とレバレッジで始まった二重の操作は、ミューガーと会社にとってコストがかかりすぎることが判明した。NETVは徐々に赤字に転じ、社内番組とテレビ局のニュース部門の削減を促した。最も顕著な効果は、1991年から2年間、WHDH-TVの17:00のニュースが廃止されたことである。チャンネル7のニュース視聴率が3位、CBS（1987〜1988年シーズンの終わりから視聴率が低迷していた）からの最小限の支援、そして利益の減少により、ミューガーは最終的にWHDH放送局群の売却を促された。ラジオ局は1992年にアトランティック・ベンチャーズに売却された。

### サンビームへの売却
1991年までに、多数派の所有者であるデイビッド・ミューガーと少数派の所有者であるロバート・クラフトの関係は緊張していた。ニューイングランド・ペイトリオッツの現在の所有者であるクラフトは、ミューガーに推定2,500万ドルで彼の株を買収することを強制するオプションを行使した。これに加えて、1986年の買収と広告収入の減少から彼が抱えていた1億ドル近くの負債により、ミューガーは現金に縛られたままになった。1993年4月22日、ミューガーは、ウースター出身のエドマンド・アンシン率いる会社で、マイアミを拠点とするサンビーム・テレビジョンにWHDHを売却する契約を締結した。買収は同年7月下旬に完了した。
その後まもなく、アンシンはマイアミにある旗艦局のWSVNからニュースディレクターのジョエル・チートウッドを連れてきた。チートウッドは、特に犯罪を報道するタブロイド・ジャーナリズムに重点を置いた視覚的に集中的でペースの速いニュースに焦点を当てたWSVNのニュース運用への変更で、マイアミで悪名高くなった（WSVNは、1956年の開局から1989年にFOX系列に加盟するまで、NBC系列局だったが、WHDHのように数年間3位で低迷していたニュース番組の視聴者を増やすために、チートウッドが開発した形式を採用した）。チートウッドは、WHDHでも同様の変更を行う予定だった。チートウッドは、最終的にWSVNの形式のかなり骨抜きにされたバージョン（以下を参照）を採用したが、ペースの速い形式、グラフィックスとビジュアルの使用の増加、より多くの現場でのリポートなど、WSVNの特徴の多くを保持していた。WSVNバージョンのサークル7ロゴも採用した。批評家は、WHDHがWSVNの形式を完全に採用した場合、さらに多くの視聴者を失うことを懸念していたが、WHDHはすぐにリバウンドし、ボストンで一定期間、一番のニュース放送となった。

### NBC系列局として（1995年〜2017年）
1994年、WBZ-TVの所有者であるウェスティングハウス・ブロードキャスティングはCBSとグループ全体の提携契約を結び、その結果、CBS以外のネットワークに所属していた3つのグループW局（NBC系列のWBZ-TV、フィラデルフィアのKYW-TV、およびABC系列のボルチモアのWJZ-TV）がネットワークに切り替わった。FOXはWHDHとの提携契約を検討したが（グループWの発表前でさえ、チャンネル7はFOXのCBSを削除することを検討していたと報告されている）、1994年8月2日、WHDH-TVは、NBCのより強力なニュースとスポーツ番組を一部引用して、FOXではなくNBCと提携することに合意したと発表した。FOXは最終的に、既存の系列局であるWFXT（チャネル25）を買収することを選択した。WHDHは、1995年1月2日にボストンのNBC系列局になり、WBZ-TV（46年間ネットワークに接続されていた）に取って代わった。チャンネル7で放映される最後のCBS番組は、同年1月1日の東部標準時21:00からのテレビ向け映画『チャーリーの父（A Father for Charlie）』だった。
NBCに在籍している間、チャンネル7はネットワークの番組編成スケジュール全体をクリアした（例外として、1999年9月6日に終了した切り替え時のネットワークの早朝ニュース番組『NBCニュース・アット・サンライズ』で、その後継の『アーリー・トゥデイ』は、残りのNBC系列のためにWHDHによって放送された）。1996年から1997年の間に、WHDHは『リアル・ライフ（Real Life）』と呼ばれるNBCネットワーク向けの午前中に放送される平日のニュースマガジンを制作した。NBCに切り替えた後、WHDHは、三大ネットワークの全てと主要な系列を結んだ国内でも数少ない放送局の1つとなった。2006年9月14日、トリビューン・ブロードキャスティングはThe CW系列のWLVI（チャンネル56）をサンビーム・テレビジョンに1億1,730万ドルで売却した。同年11月下旬にFCCによって売却が承認され、ボストンで2番目のテレビ複占が形成された（もう1つはWBZ-TVとWSBK-TV、チャンネル38）。WLVIは、その運営をドーチェスターのスタジオからボストンのダウンタウンにあるWHDHの施設に移した。
2009年4月2日、FOX系列のWFXTとの競争力を高めるために、WHDHがWLVI向けに制作を開始した22:00のニュースの同時放送に置き換えることを選択したため、同年9月にNBCでデビューした際、『ジェイ・レノ・ショー』を放送しないことを発表した。ネットワークは、22:00以外の時間帯への『ジェイ・レノ・ショー』の移動をすぐに却下し、WHDHの計画は、ネットワークとの放送局の契約に対する「重大な」違反であり、NBCが所有する市場で「既存の放送ライセンス」を介して直営局を形成するか、市場の他の放送局から問い合わせを求めて所属を取得することによって、NBCの所属を別のボストンエリアの放送局に移動することを検討すると述べた。WHDHは、提案された22:00のニュースへの全ての参照を翌日、ウェブサイトから削除し始め、2009年4月13日、代わりに『ジェイ・レノ・ショー』を放送することを決定したと発表した。
2009年11月のスイープ期間中にWHDHの23:00のニュースの視聴者数が3位に急落したため、後半のニュース放送のリードインとしてのプライムタイムのトーク番組で発生する可能性のある視聴率の問題の恐れが十分に認識される（前年から20％減少）。2010年1月10日の23:00の時間枠でのNBC系列局のニュースのその他の「第1から第3」の低下により、ネットワークは2010年バンクーバーオリンピック後の22:00から『ジェイ・レノ・ショー』を引っ張って、深夜のスケジュールを一新した『ザ・トゥナイト・ショー』に戻すことを余儀なくされた。ラジオ局は1994年にWHDHコールサインを削除したが、チャンネル7は2010年7月8日までコールサインに「-TV」接尾辞を保持していた。

### NBC提携の消失
2015年8月31日、NBCオウンド・テレビジョン・ステーションズがWHDHの買収の可能性を検討していることが報告され、NBCユニバーサルは、ニューイングランド・ケーブルニュース（NECN）、CSNニューイングランド、テレムンド加盟局のWNEU（チャンネル60）の所有権を通じて、既に市場で強力な存在感を示していたが、WHDHのNBC提携は2016年末に失効する予定だった。メレディス・コーポレーションとネクスター・ブロードキャスティング・グループも、買収に関心を持っていたと伝えられている。NBCユニバーサルとサンビームはこれらの噂を否定した。サンビームのエグゼクティブ・バイス・プレジデントで元WHDHのゼネラル・マネージャーであるクリス・ウェイランドは、「WHDHの提携を更新することを完全に[期待]している」と述べた。ボストン・グローブは、1980年代後半にマイアミでWTVJを買収して独自のWSVNを置き換えることに反対したことや、『ジェイ・レノ・ショー』を取り巻く前述の対立といった、NBCとサンビームの間の敵意の歴史を指摘した。2015年10月1日、ボストン・グローブは、NBCが提携を無線チャンネルではなく、ケーブルチャンネルであるNECNに移すことを検討したと報じたが、同社はコメントを控えた。
2015年12月15日、「ニューイングランド・ワン」は内部筋を引用して、NBCユニバーサルがWHDHとの提携を更新することを拒否し、提携を引き継ぐためにWNEUで英語のニュース運用を構築するプロセスを開始したと報じた。また、同時期に退職したWHDH気象学者のピート・ブシャールが、NBCによってWNEUのために不正手段で取ったと報じた。報道に続いて、WHDHの副社長兼ゼネラル・マネージャーであるポール・マグネスは、ボストン・ヘラルドに、「依然としてNBCの提携が更新されることを期待している」と語った。
サンビームの所有者であるエドマンド・アンシンはその後、NBCが2015年9月に彼に通知し、チャンネル7の所属は更新されないことをボストン・グローブに確認し、2億ドルで買収することを申し出たが、彼は、5億ドル未満の価値のあるオファーは考慮せず、WHDHの売却にはWLVIも含まれると述べた。アンシンは、「NBCは私たちの放送局を盗もうとしている」と述べ、ネットワークが番組をWNEUに移行すると脅迫していることを確認したが、それでも「私たちはNBCの系列局になる」と予測した。アンシンは、これらの動きに対するNBCユニバーサルの主な動機は、広告販売の目的でWNEU及びニューイングランド・ケーブルニュースとのさらなる相乗効果を生み出すことであると信じていた。 初期の報告によると、WHDHがNBC番組編成を失った場合、サンビームは現在WLVIが保持しているCW系列をチャンネル7に移動するしかし、アンシンはその後、NBCとの提携が失われた場合、WHDHはニュース集約型の独立放送局 (北アメリカ)として運営されると述べ、さらに、2016年8月にWLVIのThe CWとの提携（2006年に当時の所有者であるトリビューン・ブロードキャスティングとの10年間の契約）が更新され、WLVIが更新できなかった場合、CBS（The CWをタイム・ワーナーと共同所有している）がThe CWの提携をマイネットワークTVの系列局であるWSBK-TVに移管する可能性があった。
NBCオウンド・テレビジョン・ステーションズ社長のヴァラリ・スターブは、NBCが2017年1月1日をもってWHDHとの提携を終了し、同日に直営するNBCアウトレット「NBCボストン（NBC Boston）」を立ち上げることを確認した。スターブは、NBC番組編成がWNEUによって実行されるかどうかを明確に述べていなかったが、NBCユニバーサルは新しいアウトレットの地上波輸送のオプションを評価していた。発表の前に、アンシンはボストン・グローブに、WHDHからのNBCの計画された移転に異議を唱えることを検討していると述べ、提案された移転はコムキャストによるNBCユニバーサルの買収時に、同社はNBCの地上波での可用性を維持し、提携契約に影響を与えるためにケーブルの保有を使用しないことに同意したため、FCCによって課された条件に違反すると主張した。彼の立場は上院議員のエドワード・マーキーによって支持されており、マーキーの代表は、「ユニバーサルサービスと無料の地上波ローカル放送の長年の支援者」として、「マサチューセッツ州の視聴者に与える可能性のある取引の影響を綿密に調査する」ことを計画していると述べた。
2016年3月10日、サンビーム・テレビジョンは、反トラスト法違反とコムキャストがNBCユニバーサルの買収に同意した条件を理由に、マサチューセッツ地区連邦地方裁判所でコムキャストを訴えた。サンビームは、WNEUの地上波信号半径はWHDHよりも400万人少ない居住者をカバーしているため、これらの地域の視聴者はNBC番組編成へのアクセスを維持するために有料テレビサービスを買収する必要があり、コムキャストのケーブルビジネスにメリットがあると主張した。サンビームはまた、NBCを会社所有の放送局に移すことで、「コムキャストがボストンのテレビ市場で独占力を高め、その結果として競争が激化すると、消費者、広告主、他の放送局に害を及ぼす」と主張した。同年5月16日、裁判所はコムキャストに訴訟を却下するよう要請し、リチャード・スターン裁判官は、地上波による報道の喪失は「国民の関心事かもしれないが、WHDHが救済する立場にあることは懸念事項ではない」とし、「コムキャストに起因する実行可能な危害がなければ、それは単に競争が激しく、感情に訴えない市場でビジネスを行うことの不屈の結果である」と述べた。WHDHは解雇を上訴することを意図し、同年6月14日に上訴通知を提出し、アンシンは声明の中で、「同局は裁判官はそれを全て間違っていたので、上訴の選択肢を検討していると信じている」と述べた。
2016年8月16日、アンシンはNBCに対する上訴をこれ以上追求しないことを発表し、上訴が彼に有利に解決される可能性は低いと主張した。その結果、朝のニュース番組の拡大と、21:00から23:30までのニュースのゴールデンタイムブロックを含む、ニュース番組の計画的な拡大を公式に発表し、20:00はシンジケート番組で埋められると発表した。しかし、WHDH側の弁護士のマイケル・ガスはボストン・ビジネス・ジャーナルに、「チャンネル7はまだ上訴を追求している」と述べ、「コムキャストが私たちに対する義務を尊重しなかったと私たちが信じ続けているにもかかわらず、非系列になる準備をし、それを行う計画を立てる必要がある」と述べ、裁判所がNBCにWHDHに留まることを強制する可能性は低いと認めた。
2016年11月1日、NBCユニバーサルは、WNEUの2番目のデジタルサブチャンネルと、前年9月にNBCが買収したかつてのWTMU-LPであるWBTS-LD（現：WYCN-LD）の両方で「NBCボストン」を同時放送する計画を発表した。当初、NBCはWMFPのサブチャンネルもリースして、完全な市場カバレッジを提供できるようにした。この契約は、NBCがニューハンプシャー州ナシュアでライセンス供与されたWYCN-CD（現：WBTS-CD）を買収し、ニーダム (マサチューセッツ州)から送信するフルパワーのPBSメンバー局であるWGBX-TVとチャンネル共有するために2018年に終了した。WHDHの提携は、2017年1月1日の東部標準時3:00に正式に終了した。チャンネル7で放映された最後のNBC番組は、2016年12月31日23:30に開始された『ニュー・イヤーズ・イブ・ウィズ・カーソン・デイリー』だった。NBCがWHDHから離脱する少し前に、ヒューストンにあるグラハム・メディア・グループのKPRC-TVは、NBCがWHDHから離脱する数か月前に、ヒューストンがDMAランキングでボストンを飛び越えたときに得られたステータスで、ネットワークが所有していない市場規模で最大のNBC加盟局となった。2020年〜2021年シーズンの時点で、アトランタはヒューストンを追い抜き、テグナのWXIA-TVがKPRC-TVに取って代わり、ネットワークが所有していない最大のNBC加盟局となった。